# Damsgårdsfjeldet
Damsgårdsfjeldet (350 moh.) er et af Bergens syv fjelde og ligger vest for byens centrum. Det har navn efter gårdene Store og Lille Damsgård, som også har lagt navn til en bydel i Bergen. Tidligere hed gården Hásteinar og var formentlig opkaldt efter bjerget, så så har haft det navn oprindeligt.